# Knjige u 1968.
◄◄ | ◄ | 1965. | 1966. | 1967. | 1968.  | 1969. | 1970. | 1971. | ► | ►►
Arhitektura • Astronautika • Astronomija • Biologija • Film • Fotografija • Glazba • Kazalište • Kemija • Kiparstvo • Knjige • Književnost • Kršćanstvo • Meteorologija • Medicina • Planinarstvo • Politika • Pravo • Promet • Slikarstvo • Strip • Šport • Televizija • Znanost • Zrakoplovstvo • Željeznički promet
Knjige u 1968.

## Hrvatska i u Hrvata
- Indijanci obiju Amerika, John Collier. Preveo Leonardo Spalatin. Izdavač: Matica hrvatska, Zagreb. Broj stranica: 280

## Vanjske poveznice
|  | Zajednički poslužitelj ima još gradiva o temi Knjige iz 1968. |